# Calçoene
Calçoene es un municipio de Brasil, situado en el nordeste del estado de Amapá.
Su población estimada en 2006 es de 7.878 habitantes y su extensión es de 14.269 km², lo que da una densidad de población de 0,51 hab/km².
Limita con el océano Atlántico al norte y al este, con los municipios de Amapá (municipio) y Pracuúba al sudeste, Serra do Navio al oeste y Oiapoque al noroeste. 
- Datos: Q1754431
- Multimedia: Calçoene / Q1754431